# Real Mind
「Real Mind」（リアル・マインド）は1988年10月21日にバップから発売された森川美穂の10枚目のシングル。

## 概要
- 森川美穂昭和最後のシングル。
- 『Ow-witch!』と『Time-ize』はアルバム・バージョンで収録。アルバム・バージョンはシングル・バージョンに比べ演奏時間が30秒ほど長くなっている。
- 『HER-Best 1985-1989』には未収録。
- B面「はじめての記憶」は、『Time-ize』ではNew Versionで収録。
- 「Real Mind」の作詞家、来生えつこからは本作以降も「ブルーウォーター」などを提供される。

## 収録曲
（編曲：山本健司）
1. Real Mind [4:09]
作詞：来生えつこ／作曲：和泉常寛・羽場仁志
2. はじめての記憶 [3:46]
作詞：佐藤純子／作曲：柿原朱美